# Fissistigma tonkinense
Fissistigma tonkinense (Finet & Gagnep.) Merr. – gatunek rośliny z rodziny flaszowcowatych (Annonaceae Juss.). Występuje naturalnie w Wietnamie oraz południowych Chinach (w południowo-wschodniej części prowincji Junnan).

## Morfologia
PokrójZimozielone i zdrewniałe liany dorastające do 8 m wysokości.
LiścieMają kształt od podłużnego do podłużnie owalnego. Mierzą 16–20 cm długości oraz 4–6 cm szerokości. Są lekko owłosione od spodu. Nasada liścia jest zaokrąglona. Blaszka liściowa jest o krótko spiczastym wierzchołku. Ogonek liściowy jest brodawkowaty, o ciemnoszarej barwie i dorasta do 5–15 mm długości.
KwiatyZebrane w owłosione wiechy, rozwijają się w kątach pędów lub na ich szczytach. Działki kielicha mają owalnie trójkątny kształt, są owłosione od wewnętrznej strony i dorastają do 6 mm długości. Płatki zewnętrzne mają owalny kształt, są owłosione od wewnątrz i osiągają do 10 mm długości, natomiast wewnętrzne są podłużnie owalne, także owłosione od wewnętrznej strony i mierzą 10 mm długości. Kwiaty mają owłosione słupki o prawie cylindrycznym kształcie.
OwoceZebrane w owoc zbiorowy o kulistym kształcie. Są omszone, osadzone na szypułkach. Osiągają 20–30 mm średnicy.

## Biologia i ekologia
Rośnie w lasach. Występuje na wysokości do 800 m n.p.m. Kwitnie od listopada do stycznia, natomiast owoce pojawiają się od marca do maja.